# 김기덕필름
김기덕 필름(Kim Ki Duk Film.co,Ltd)은 2001년에 설립된 대한민국의 영화 제작사이다. 김기덕이 대표를 맡았었다.

## 주요 작품
- 2001년 《수취인불명》
- 2004년 《사마리아》
- 2004년 《빈 집》
- 2005년 《활》
- 2006년 《시간》
- 2007년 《숨》
- 2008년 《아름답다》
- 2008년 《영화는 영화다》
- 2008년 《비몽》
- 2011년 《아멘》
- 2011년 《아리랑》
- 2011년 《풍산개》
- 2012년 《피에타》
- 2013년 《배우는 배우다》
- 2014년 《일대일》
- 2015년 《메이드 인 차이나》
- 2017년 《포크레인》